# Siward van Northumbria
Siward van Northumbria ca. (1015 - York (Engeland), 26 maart 1055) was een Deense edelman die een belangrijke rol speelde in het bestuur van het noorden van Engeland.
Siward was kort na 1030 graaf van York. Hij was getrouwd met Aelfled, dochter van Ealdred, earl van Bamburgh. Ealdred werd in 1038 vermoord en werd opgevolgd door zijn broer Eadwulf. Siward doodde Eadwulf in 1041 en werd zelf earl van Northumbria. In datzelfde jaar voerde hij een vergelding uit tegen Worcester (Engeland) wegens een aanval op belastinggaarders. Siward steunde samen met Godwin van Wessex en Leofric van Mercia, koning Eduard de Belijder om de koninklijke schat af te nemen van zijn moeder Emma van Normandië. Siward was nu onbetwist de sterke man in het noorden van Engeland en na Godwin en Leofric werd hij steeds als derde van de belangrijkste edelen van Engeland genoemd in oorkonden. In 1045 dwong hij de geestelijken van Durham (Engeland) om bisschop Aethelric te accepteren, die ze eerder hadden verdreven. In 1051 steunde hij samen met Leofric, koning Edward om Godwin te verbannen maar stond een jaar later weer toe dat Godwin weer terugkwam. In 1054 versloeg Siward koning Macbeth van Schotland. Hij overleed het volgende jaar in York, vermoedelijk aan dysenterie. Voor zijn dood trok hij nog zijn wapenrusting aan omdat hij niet "als een koe" wilde sterven.
Siward stichtte aan de heilige Olaf II van Noorwegen gewijde kerken in York en Heslington. Hij werd begraven in de Mariakerk te York.
Volgens de overlevering was Siward zoon van Bjorn, die van een ijsbeer zou afstammen, en zou Siward op zijn reis van Denemarken naar Engeland enkele draken hebben verslagen. Hij was getrouwd met Aelfled, dochter van Ealdred, zoon van Uhtred. Siward en Aelfled kregen twee zoons:
- Osbeorn, gesneuveld in de oorlog tegen Schotland op 27 juli 1054
- Waltheof II van Northumbria